# Renovación Popular
Renovación Popular es un partido político peruano de ideología ultraconservadora y fundamentalista religiosa. Desde 2020, es el partido sucesor de Solidaridad Nacional, fundado y liderado hasta su fallecimiento, por el exalcalde de Lima, Luis Castañeda Lossio. Tras no lograr pasar la valla electoral en las elecciones parlamentarias extraordinarias de Perú de 2020, devastado por el Caso OAS, fue renombrado por Rafael López Aliaga con su actual denominación.

## Historia
Cuando Rafael López Aliaga fue elegido a mediados de 2019 como Secretario General de Solidaridad Nacional, luego de la renuncia de Luis Castañeda Lossio, debido a la prisión preventiva por el escándalo de Odebrecht en Perú, el partido cambió de posición política a la derecha conservadora, la cual el propio López Aliaga definió como «derecha popular». Sin embargo, algunos politólogos consideraban que sus propuestas rozaban entre el conservadurismo y el nacionalismo.
En las elecciones parlamentarias de Perú de 2020, Solidaridad Nacional recibió el 1.5 % del voto popular, ubicándose en el decimonoveno lugar de las veintiuna listas participantes, sin lograr representación congresal. Tras sus malos resultados en las elecciones, el partido se reestructuró formalmente. Durante este período, Rafael López Aliaga anunció formalmente su candidatura a la presidencia en las elecciones generales de Perú de 2021, afirmando que tenía la intención de reunir todo el apoyo posible de los círculos conservadores del país, asimismo impedir la inscripción y postulación de candidatos con cualquier tipo de antecedente penal o de corrupción, limpiando la imagen del partido y refundarlo desde cero.
A mediados de agosto, los miembros de Solidaridad Nacional realizaron un congreso extraordinario, donde se acordó refundar nuevamente el partido político. Tras esto, López Aliaga anunció la disolución de Solidaridad Nacional, refundando efectivamente el partido bajo el nombre de Renovación Popular, en octubre de 2020. Asumiendo el cargo de presidente del partido, afirmó que el partido se «refunda con principios solidarios y anclados en Dios, Cristo».
El cambio de nombre del partido, fue reconocido oficialmente en diciembre de 2020. Simultáneamente, López Aliaga fue formalmente declarado candidato presidencial del partido para las elecciones generales de 2021, junto con Neldy Mendoza, presidenta del Instituto Familia y Vida, y Jorge Montoya, exjefe de Comando, como sus vicepresidentes. López Aliaga afirmó que no va a habría alianzas con otros partidos políticos para esas elecciones, además anunció que las propuestas que den se basarán en cinco ejes: salud, trabajo, seguridad, educación y anticorrupción.
López Aliaga obtuvo el 11.75 % de los votos válidos, obteniendo el tercer lugar, con lo cual no logró pasar a segunda vuelta. Durante la segunda vuelta, López Aliaga apoyó a Keiko Fujimori de Fuerza Popular en el balotaje, asegurando que «hay un fraude que ya no se puede tapar».
En julio de 2021, Héctor Valer congresista electo del partido, fue separado del partido, debido a que no estaba de acuerdo con Rafael López Aliaga por sus declaraciones en la segunda vuelta de las elecciones de 2021. Posteriormente, el 9 de agosto de ese año, tres congresistas del partido (Norma Yarrow, María Córdova y Diego Bazán) renunciaron a la bancada del partido en el Congreso por diferencias políticas. Los tres se incorporaron a la bancada de Avanza País.

## Ideología y posiciones

Logo de Renovación Popular desde su fundación hasta el 2023.

Renovación Popular adopta una ideología ultraconservadora y teoconservadora, regida por los principios cristianos de «familia tradicional», «defensa de la vida» y «caridad». Sostiene un rechazo completo al aborto, a la «ideología de género», al «feminismo», a la eutanasia y al derecho a una "muerte digna". Su líder, Rafael López Aliaga, matizó su postura sobre el aborto al mencionar que «es una decisión médica, yo no soy médico»; más específicamente, sobre el aborto terapéutico, mencionó que «es una decisión de vida, técnica y médica, donde se dice «o se muere la madre o el niño», si tienen esa certeza, el médico tiene esa obligación moral de escoger».
Asimismo, se mostró contrario al polémico acuerdo secreto de colaboración eficaz con la empresa Odebrecht por considerarlo un «tema lesivo» para el gobierno peruano. Además, se ha mostrado en contra de empresarios polémicos como José Graña y Jorge Barata, aun cuando el mismo López Aliaga es investigado por el delito de lavado de activos en el caso Panama Papers.

## Participación electoral

### Elecciones generales del 2021
En las elecciones generales del 2021, el partido presentó a Rafael López Aliaga como Candidato Presidencial.
| Candidatos          | Candidatos          | Candidatos             |
| Presidencia         | 1.º Vicepresidencia | 2.º Vicepresidencia    |
| ------------------- | ------------------- | ---------------------- |
| Rafael López Aliaga | Neldy Mendoza       | Jorge Montoya Manrique |

En las elecciones parlamentarias, el partido obtuvo 13 escaños en el Congreso de la República y 1 representante al parlamento Andino para el periodo 2021-2026.

### Elecciones regionales y municipales de 2022
Tras obtener buenos resultados en las elecciones del 2021, el partido participa en las elecciones regionales y municipales del 2022, obteniendo 2 alcaldías provinciales y 36 alcaldías distritales, sin embargo, no obtiene ningún gobierno regional.

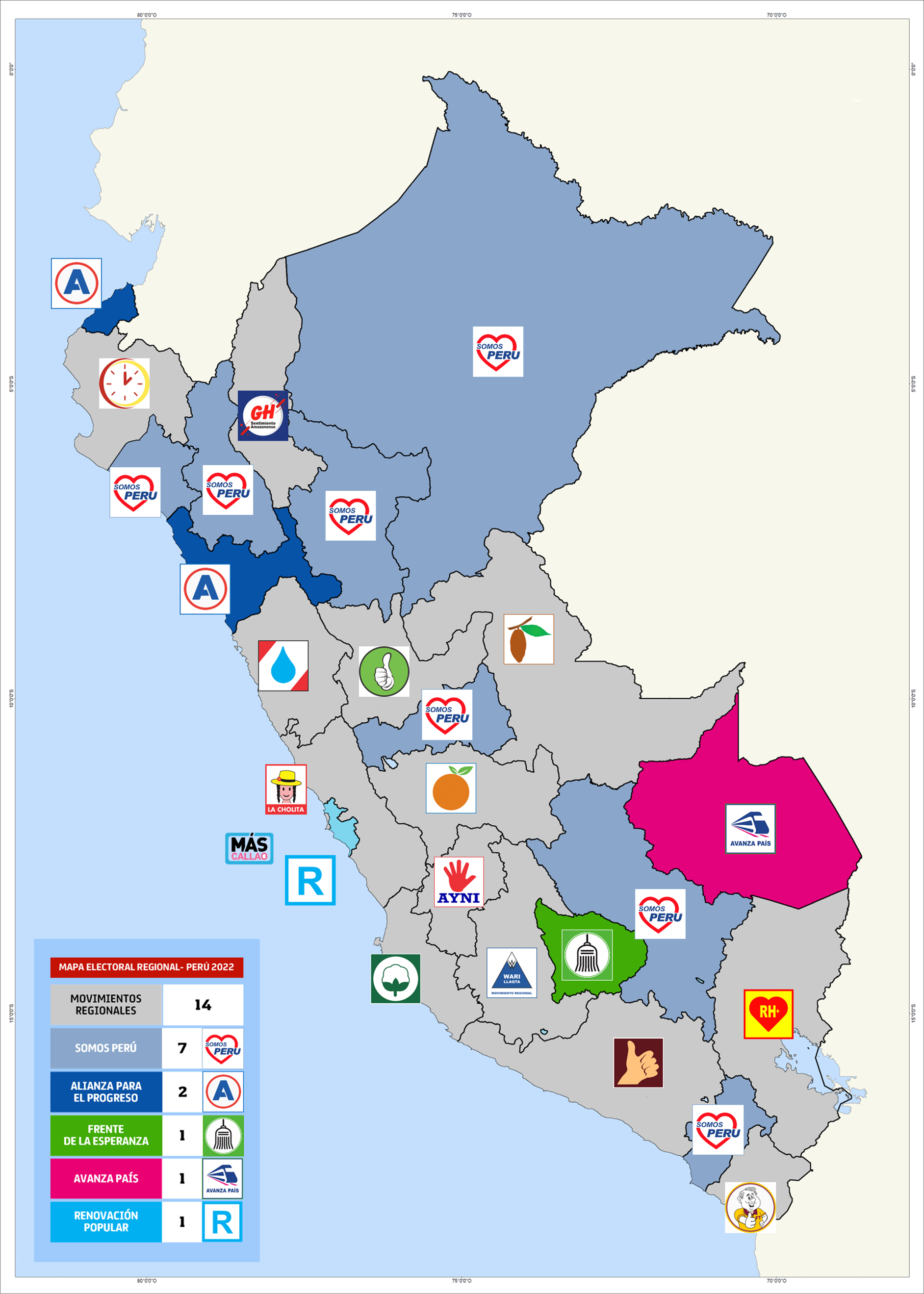
Resultados Electorales en los Gobiernos Regionales, Renovación Popular obtiene La Alcaldía Municipal de la provincia de Lima.

Alcaldes Provinciales electos por Renovación Popular
| Región   | Provincia    | Alcalde                   |
| -------- | ------------ | ------------------------- |
| Amazonas | Condorcanqui | Hermógenes Lozano Trigoso |
| Lima     | Lima         | Rafael López Aliaga       |

A nivel de Lima, se presentó el excandidato a la presidencia, Rafael López Aliaga como candidato a la alcaldía de Lima, siendo elegido con el 26.34% de votos.

## Secretarios generales
| N.º | Secretario                    | Mandato | Mandato     |
| N.º | Secretario                    | Inicio  | Fin         |
| --- | ----------------------------- | ------- | ----------- |
| 1   | Gustavo Adolfo Pacheco Villar | 2020    | 2021        |
| 2   | Fabiola Morales Castillo      | 2021    | en el cargo |

## Resultados electorales

### Elecciones presidenciales
|  | 11.75 % |

|  | 0.00 % |

### Elecciones parlamentarias
| Año  | Congresistas | Congresistas    | Congresistas | Posición | Notas                                        |
| Año  | Votos        | %               | Escaños      | Posición | Notas                                        |
| ---- | ------------ | --------------- | ------------ | -------- | -------------------------------------------- |
| 2021 | 1 199 663    | \| \| 9.33 % \| | 13/130       | 3.°      | Primera participación electoral del partido. |
|      | 9.33 %       |                 |              |          |                                              |

### Elecciones al Parlamento Andino
| Año  | Votos     | %                | Escaños | Posición | Notas                                        |
| ---- | --------- | ---------------- | ------- | -------- | -------------------------------------------- |
| 2021 | 1 098 418 | \| \| 10.38 % \| | 1/5     | 3.º      | Primera participación electoral del partido. |
|      | 10.38 %   |                  |         |          |                                              |

### Elecciones regionales y municipales
| Año  | Gobiernos Regionales | Alcaldías Provinciales | Alcaldías Distritales |
| Año  | Representantes       | Representantes         | Representantes        |
| ---- | -------------------- | ---------------------- | --------------------- |
| 2022 | 0/25                 | 2/196                  | 36/1694               |